# Championnat de Provence-Alpes-Côte d'Azur de cross-country
 (mai 2025).
Si vous disposez d'ouvrages ou d'articles de référence ou si vous connaissez des sites web de qualité traitant du thème abordé ici, merci de compléter l'article en donnant les références utiles à sa vérifiabilité et en les liant à la section « Notes et références ».
Le Championnat de Provence de cross-country est la compétition annuelle de cross-country désignant le champion de la ligue de Provence-Alpes-Côte d'Azur de la discipline. Depuis 2018, il comprend tous les département de la région (Bouches-du-Rhône, Alpes-de-Haute-Provence, Alpes-Maritimes, Hautes-Alpes, Var et Vaucluse) et remplace à la fois le championnat de Provence de cross-country et le championnat de Côte d'Azur de cross-country. Il est qualificatif pour le Championnat de la Méditerranée de cross-country (demi-finale des Championnats de France de cross-country).

## Palmarès cross long hommes
- 2018 : James Theuri
- 2019 : Stéphane Valenti
- 2020 : Abdelhakim Zilali
- 2021 : Romain Legendre
- 2022 :
- 2023 :
- 2024 :
- 2025 : Mathias Barros Vallet[1]

## Palmarès cross long femmes
- 2018 : Héloïse Feraud
- 2019 : Fatima Yvelain
- 2020 : Anne-lise Desjacques
- 2021 : Melissa Ferber
- 2022 :
- 2023 :
- 2024 :
- 2025 : Laurine Housseaux[1]